# 에콰도르풀밭쥐속
에콰도르풀밭쥐속(Neomicroxus)은 비단털쥐과 목화쥐아과에 속하는 남아메리카 설치류이다. 2종이 알려져 있으며, 베네수엘라 서부 지역부터 에콰도르 중부 지역의 안데스산맥 북부 지역에서 발견된다. 이전에는 남아메리카밭쥐속에 포함시켰다.

## 특징
작은 설치류로 머리부터 몸까지 길이가 74~92mm이고, 꼬리 길이는 63~90mm이다.

## 하위 종
- 보고타풀밭쥐 (Neomicroxus bogotensis)
- 에콰도르풀밭쥐 (Neomicroxus latebricola)